# Lançon (Hautes-Pyrénées)
Lançon település Franciaországban, Hautes-Pyrénées megyében. Lakosainak száma 30 fő (2022. január 1.). Lançon Arreau, Bordères-Louron, Cadéac, Cazaux-Debat, Gouaux és Grézian községekkel határos.

## Népesség
A település népességének változása:
| Lakosok száma | 36   | 34   | 33   | 32   | 31   | 30   | 30   | 31   | 30   |
|               | 2013 | 2015 | 2016 | 2017 | 2018 | 2019 | 2020 | 2021 | 2022 |